# Championnat d'Écosse de football de deuxième division 2010-2011
Navigation
Édition précédente Édition suivante
Le Championnat d'Écosse de football de D2 2010-2011 (ou Irn-Bru Scottish Football League First Division pour des raisons de sponsoring), est la 105e édition du Championnat d'Écosse de football D2 est la seizième saison dans son format actuel.
Cette épreuve regroupe 10 équipes qui s'affrontent quatre fois, sur un total de 36 journées. Le champion Inverness Caledonian Thistle est promu en Scottish Premier League, alors que Falkirk est relégué dans cette division. À l'inverse, Ayr United et Airdrie United sont relégués en Second Division. Stirling Albion champion est promu avec Cowdenbeath vainqueur des barrages contre Brechin City.

## Les clubs participants à l’édition 2010-2011
| \| Cowdenbeath Dundee United Falkirk Greenock Morton Ross County Stirling Albion Partick Thistle Queen of the South Raith Rovers Dunfermline \| Localisation des clubs engagés dans le championnat. |
| Cowdenbeath Dundee United Falkirk Greenock Morton Ross County Stirling Albion Partick Thistle Queen of the South Raith Rovers Dunfermline                                                           |

| Club                 | Stade             | Capacité | Ville       |
| -------------------- | ----------------- | -------- | ----------- |
| Cowdenbeath          | Central Park      | 4 370    | Cowdenbeath |
| Dundee               | Dens Park         | 12 085   | Dundee      |
| Dunfermline Athletic | East End Park     | 11 380   | Dunfermline |
| Falkirk              | Falkirk Stadium   | 9 120    | Falkirk     |
| Greenock Morton      | Cappielow         | 11 612   | Greenock    |
| Partick Thistle      | Firhill Stadium   | 13 079   | Glasgow     |
| Queen of the South   | Palmerston Park   | 6 412    | Dumfries    |
| Raith Rovers         | Stark's Park      | 10 104   | Kirkcaldy   |
| Ross County          | Victoria Park     | 6 310    | Dingwall    |
| Stirling Albion      | Forthbank Stadium | 6 310    | Stirling    |

## Compétition

### Classement
Le classement est établi sur le barème de points classique (victoire à 3 points, match nul à 1, défaite à 0). Les clubs sont départagés en fonction des critères suivants :
1. Plus grande « différence de buts générale »
2. Plus grand nombre de buts marqués

| Rang | Équipe               | Pts | J  | G  | N  | P  | Bp | Bc | Diff |
| ---- | -------------------- | --- | -- | -- | -- | -- | -- | -- | ---- |
| 1    | Dunfermline Athletic | 70  | 36 | 20 | 10 | 6  | 66 | 31 | +35  |
| 2    | Raith Rovers         | 60  | 36 | 17 | 9  | 10 | 47 | 35 | +12  |
| 3    | Falkirk R            | 58  | 36 | 17 | 7  | 12 | 57 | 41 | +16  |
| 4    | Queen of the South   | 49  | 36 | 14 | 7  | 15 | 54 | 53 | +1   |
| 5    | Partick Thistle      | 47  | 36 | 12 | 11 | 13 | 44 | 39 | +5   |
| 6    | Dundee               | 44  | 36 | 19 | 12 | 5  | 54 | 34 | +20  |
| 7    | Greenock Morton      | 43  | 36 | 11 | 10 | 15 | 39 | 43 | -4   |
| 8    | Ross County SC       | 41  | 36 | 9  | 14 | 13 | 30 | 34 | -4   |
| 9    | Cowdenbeath P        | 35  | 36 | 9  | 8  | 19 | 41 | 72 | -31  |
| 10   | Stirling Albion P    | 20  | 36 | 4  | 8  | 24 | 32 | 82 | -50  |

- Promu en Scottish Premier League
- Relégation en Scottish Second Division
- Barrage de relégation

Abréviations
SC : Vainqueur de la Scottish Challenge Cup

P : Promus en 2009-2010

R : Relégué en 2009-2010

### Match
Matchs 1-18
| Résultats (▼dom., ►ext.)                                   | AYR | DND | DNF | FAL | GMO | PAR | QOS | RAI | ROS | STI |
| Cowdenbeath                                                |     | 2-1 | 0-4 | 0-0 | 2-2 | 2-1 | 1-3 | 1-2 | 0-2 | 5-1 |
| Dundee                                                     | 3-0 |     | 2-2 | 2-0 | 2-1 | 2-1 | 1-0 | 0-0 | 0-0 | 2-0 |
| Dunfermline Athletic                                       | 2-1 | 3-1 |     | 1-1 | 2-0 | 0-0 | 1-0 | 2-2 | 3-2 | 3-0 |
| Falkirk                                                    | 5-1 | 3-3 | 0-1 |     | 2-1 | 2-0 | 3-1 | 0-0 | 0-1 | 3-0 |
| Greenock Morton                                            | 1-2 | 0-1 | 2-1 | 0-0 |     | 2-0 | 2-0 | 0-1 | 0-0 | 0-0 |
| Partick Thistle                                            | 1-0 | 1-0 | 0-2 | 1-0 | 0-0 |     | 3-1 | 0-0 | 1-1 | 1-2 |
| Queen of the South                                         | 3-0 | 1-2 | 2-0 | 1-5 | 2-0 | 2-1 |     | 1-3 | 3-0 | 2-2 |
| Raith Rovers                                               | 2-1 | 1-2 | 2-0 | 2-1 | 1-0 | 4-0 | 0-1 |     | 1-0 | 0-2 |
| Ross County                                                | 1-1 | 0-3 | 0-0 | 0-1 | 2-2 | 0-2 | 1-1 | 0-0 |     | 3-1 |
| Stirling Albion                                            | 1-3 | 1-1 | 1-5 | 0-5 | 0-1 | 4-2 | 0-0 | 1-3 | 0-0 |     |
| - Victoire à domicile - Match nul - Victoire à l'extérieur |     |     |     |     |     |     |     |     |     |     |

Matchs 18-36
| Résultats (▼dom., ►ext.)                                   | AYR | DND | DNF | FAL | GMO | PAR | QOS | RAI | ROS | STI |
| Cowdenbeath                                                |     | 1-3 | 0-1 | 1-2 | 0-2 | 1-1 | 2-2 | 0-3 | 2-1 | 1-0 |
| Dundee                                                     | 2-2 |     | 1-1 | 1-0 | 1-1 | 3-2 | 2-1 | 2-1 | 2-0 | 1-1 |
| Dunfermline Athletic                                       | 5-0 | 0-0 |     | 3-0 | 1-3 | 0-0 | 6-1 | 2-1 | 1-1 | 4-1 |
| Falkirk                                                    | 2-0 | 2-2 | 1-2 |     | 1-0 | 2-3 | 0-3 | 2-1 | 0-1 | 4-2 |
| Greenock Morton                                            | 3-0 | 1-3 | 0-2 | 2-2 |     | 1-0 | 0-4 | 0-0 | 2-1 | 2-0 |
| Partick Thistle                                            | 0-1 | 0-0 | 2-0 | 1-2 | 2-0 |     | 0-0 | 3-0 | 1-1 | 6-1 |
| Queen of the South                                         | 2-2 | 3-0 | 1-3 | 0-1 | 1-4 | 3-3 |     | 0-2 | 0-1 | 4-1 |
| Raith Rovers                                               | 2-2 | 2-1 | 2-1 | 1-2 | 2-2 | 0-2 | 0-1 |     | 1-1 | 2-1 |
| Ross County                                                | 3-0 | 0-1 | 0-1 | 2-1 | 2-0 | 0-0 | 1-2 | 0-1 |     | 0-0 |
| Stirling Albion                                            | 3-4 | 0-1 | 1-1 | 1-2 | 3-2 | 0-3 | 0-2 | 1-2 | 0-2 |     |
| - Victoire à domicile - Match nul - Victoire à l'extérieur |     |     |     |     |     |     |     |     |     |     |

### Barrage de promotion/relégation

#### Demi Finales
| Match aller       | Brechin City                    | 2-2   | Cowdenbeath           | Glebe Park                                |                                           |
| 11 mai 2011 19:45 | Kirkpatrick 46e · Megginson 51e | (0-2) | 4e Linton · 26e Coult | Spectateurs : 596 Arbitrage : Anthony Law | Spectateurs : 596 Arbitrage : Anthony Law |
| 11 mai 2011 19:45 | Rapport                         |       |                       | Spectateurs : 596 Arbitrage : Anthony Law | Spectateurs : 596 Arbitrage : Anthony Law |

| Match aller       | Forfar Athletic | 1–4   | Ayr United                                              | Station Park                                  |                                               |
| 11 mai 2012 19:45 | Templeman 10e   | (1–2) | 2e Moffat · 35e (csc) Bishop · 52e McCann · 87e Rodgers | Spectateurs : 924 Arbitrage : John McKendrick | Spectateurs : 924 Arbitrage : John McKendrick |
| 11 mai 2012 19:45 | Rapport         |       |                                                         | Spectateurs : 924 Arbitrage : John McKendrick | Spectateurs : 924 Arbitrage : John McKendrick |

| Match Retour      | Cowdenbeath | 0-2   | Brechin City            | Central Park                               |                                            |
| 14 mai 2011 14:00 |             | (0–0) | 78e Redman · 84e Molloy | Spectateurs : 645 Arbitrage : David Somers | Spectateurs : 645 Arbitrage : David Somers |
| 14 mai 2011 14:00 | Rapport     |       |                         | Spectateurs : 645 Arbitrage : David Somers | Spectateurs : 645 Arbitrage : David Somers |

| Match Retour      | Ayr United                                       | 3–3   | Forfar Athletic                                | Somerset Park                                |                                              |
| 14 mai 2011 15:00 | Moffat 12e · McLaughlin 48e · Trouten 90e (pen.) | (0–0) | 31e Hilson · 56e Sellars · 90e (pen.) Campbell | Spectateurs : 1 198 Arbitrage : Brian Winter | Spectateurs : 1 198 Arbitrage : Brian Winter |
| 14 mai 2011 15:00 | Rapport                                          |       |                                                | Spectateurs : 1 198 Arbitrage : Brian Winter | Spectateurs : 1 198 Arbitrage : Brian Winter |

#### Final
| Match aller       | Ayr United | 1–1   | Brechin City | Somerset Park                          |                                        |
| 18 mai 2011 19:45 | Moffat 31e | (1–0) | 86e Janczyk  | Spectateurs : 2 020 Arbitrage : Conroy | Spectateurs : 2 020 Arbitrage : Conroy |
| 18 mai 2011 19:45 | Rapport    |       |              | Spectateurs : 2 020 Arbitrage : Conroy | Spectateurs : 2 020 Arbitrage : Conroy |

| Match Retour      | Brechin City       | 1-2   | Ayr United               | Gayfield Park                                  |                                                |
| 22 mai 2011 15:00 | Tiffoney 44e (csc) | (1–0) | 76e Roberts · 88e Moffat | Spectateurs : 2 404 Arbitrage : Crawford Allan | Spectateurs : 2 404 Arbitrage : Crawford Allan |
| 22 mai 2011 15:00 | Rapport            |       |                          | Spectateurs : 2 404 Arbitrage : Crawford Allan | Spectateurs : 2 404 Arbitrage : Crawford Allan |

## Bilan de la saison
| Promotions et relégations            |                              |
| Relégués de Scottish Premier League  | Hamilton Academical          |
| Promus en Scottish Premier League    | Dunfermline Athletic         |
| Relégués en Scottish Second Division | Cowdenbeath, Stirling Albion |
| Promus de Scottish Second Division   | Livingston, Ayr United       |

## Statistique

### Meilleurs Buteurs
15 Buts
- Kris Doolan (Partick Thistle)
- Mark Stewart (Falkirk)

13 Buts
- John Baird (Raith Rovers)
- Andy Kirk (Dunfermline Athletic)

12 Buts
- Colin McMenamin (Queen of the South)

11 Buts
- Gordon Smith (Stirling Albion)

9 Buts
- Pat Clarke (Dunfermline Athletic)
- Martin Hardie (Dunfermline Athletic)
- Sean Higgins (Dundee)
- Allan Jenkins (Greenock Morton)
- Willie McLaren (Queen of the South)
- Greig Stewart (Cowdenbeath)

### Buts
- Plus large victoire à domicile :
  - Dunfermline Athletic 5-0 Cowdenbeath, le 29 décembre 2010
  - Partick Thistle 6-1 Stirling Albion, le 15 janvier 2011
  - Dunfermline Athletic 6-1 Queen of the South, le 16 avril 2011
- Plus large victoire à l’extérieur :  Stirling Albion 0-5 Falkirk, le 13 novembre 2010
- Plus grande marge : 7 buts
  - Partick Thistle 6-1 Stirling Albion, le 15 janvier 2011
  - Stirling Albion 3-4 Cowdenbeath, le 5 mars 2011
  - Dunfermline Athletic 6-1 Queen of the South, le 16 avril 2011
- Meilleure attaque de la saison : Dunfermline Athletic (66 buts)
- Meilleure défense de la saison : Dunfermline Athletic (31 buts)
- Plus grand nombre de victoires : Dunfermline Athletic (20)
- Plus grand nombre de matchs nuls : Ross County (14)
- Plus grand nombre de défaites : Stirling Albion (24)
- Moins de victoires : Stirling Albion (4)
- Moins de matchs nuls : Falkirk, Queen of the South (7)
- Moins de défaites : Dunfermline Athletic (6)

### Fréquentation
- Fréquentation la plus élevée : 11 052 Dunfermline Athletic 2-1 Raith Rovers 23 avril 2011
- Fréquentation la plus basse : 266 Queen of the South 0-1 Ross County 26 février 2011